# Joseph J. Clark
Joseph James "Jocko" Clark, (12 novembre 1893 - 13 juillet 1971) a été un amiral de l'United States Navy, un des meilleurs commandants de porte-avions et de Task Forces aéronavales de la guerre du Pacifique. Il a pris une part très active dans les opérations aéronavales de 1944-1945, principalement sous Marc Mitscher commandant de la Task Force 58, qui l'appréciait et avec qui il s'entendait très bien. Il a commandé pendant la Guerre de Corée, la Task Force 77 et la VIIe Flotte, et pris sa retraite comme amiral.

## Carrière

### Avant la Seconde Guerre mondiale
Né dans le territoire indien de Pryor, d'origine Cherokee, ce dont il était fier, Joseph J. Clark a grandi dans l'Oklahoma et est entré en mars 1913 à l'Académie navale d'Annapolis, où il reçut le surnom de « Jocko ». Il a été le premier Amérindien à en être diplômé en 1917. Pendant la Première Guerre mondiale, il a servi sur le croiseur cuirassé USS North Carolina (ACR-12) de la classe Tennessee, pour des escortes de convois de troupes, dans l'Atlantique. Après la guerre, il a servi à bord des destroyers USS Aaron Ward (DD-132), USS Aulick (DD-258), et USS Brooks (DD-232) et il a reçu le commandement de ce dernier en 1921. Après avoir été second de l'USS Bulmer (DD-222) en 1923, il devint instructeur à l'Académie navale d'Annapolis. En 1924 il suit la formation d'aviateur naval à la Base Aéronavale de Pensacola en Floride, et en obtient la qualification en mars 1925, après quoi il sert dans les escadres d'avions de la Flotte de Bataille, comme officier d'aviation sur le cuirassé USS Mississippi, et conseiller technique pour l'aviation du Commandant de la 3e Division de Cuirassés. En 1931-32, il commande l'escadrille de chasse 2-B du porte-avions USS Lexington, et devient l'officier d'aviation de ce porte-avions de 1936 à 1937. De 1938 à 1939, il commande-en-second la Base Aérienne de la Flotte, Base Aéronavale de Pearl Harbor, Hawaï avec la mission supplémentaire de Commandant de la 2e Brigade aérienne de patrouille (en). En 1940 il devient inspecteur de l'Aviation Navale chez Curtiss-Wright à Buffalo, et de 1940 à 1941, il est le Commandant-en-second de la Base Aéronavale de Jacksonville (Naval Air Station Jacksonville) en Floride. En mai 1941, le commander Clark est nommé Commandant-en-second du porte-avions USS Yorktown (CV-5).
« Parlant fort, blasphémateur et dogmatique, on a dit de lui qu'il ressemblait plus à un "hors-la-loi de la frontière" qu'à un officier de marine » a écrit Barrett Tillman, dans Clash of the Carriers: The True Story of the Marianas Turkey Shoot of World War II (2005). Ayant fait l'essentiel de sa carrière dans l'aviation navale, JJ Clark ne s'entend pas bien avec son commandant, le captain Buckmaster, qui n'avait achevé sa formation de pilote qu'en 1937, et n'avait pas d'expérience de la conduite d'escadrille. Buckmaster a pris l'habitude de le court-circuiter en prenant l'avis d'officiers plus jeunes que lui, pour les questions d'aviation. Quand le contre-amiral Fletcher, qui n'est pas un aviateur, mettra sa marque sur le Yorktown, il prendra le même comportement que Buckmaster, et cela sera à l'origine d'une inimitié entre Fletcher et Clark, leur vie durant, qui ne sera pas sans conséquences sur l'historiographie des actions de Fletcher en ce qui concerne la conduite d'une task force aéronavale.

### Commandant de l'USSSuwaneepuis de l'USSYorktown
Promu captain le 2 janvier 1942, Clark demande à ne bénéficier de cet avancement qu'à la fin de son temps à bord de l'USS Yorktown. Le 16 mars, il reçoit le commandement de l'USS Suwannee, en cours d'achèvement de transformation de pétrolier en porte-avions, aux Chantiers navals de Newport News, auxquels le captain J. J. Clark met la pression pour accélérer l'achèvement du porte-avions: « Je ne peux pas vous divulguer des secrets militaires, mais si vous me livrez mon bateau deux semaines plus tôt, je l'amenerai là où il fera quelque chose de bon » Il obtient satisfaction, l'USS Suwanee est armé le 24 septembre, et il peut ainsi participer à la couverture du débarquement américain sur les côtes marocaines, devant Fedala, où, le 11 novembre, il est le premier porte-avions d'escorte américain à couler un sous-marin adverse, en l'occurrence très probablement français.
En février 1943, le captain Clark est chargé de surveiller l'achèvement du nouveau porte-avions d'escadre USS Yorktown (CV-10) aux Chantiers navals de Newport News. Il en prend le commandement le 15 avril. Il rallie le Pacifique central en juillet, et le contre-amiral Pownall, nommé à tête d'une nouvelle Task Force 15, composé des premiers nouveaux porte-avions rapides, y met sa marque. Le 31 août, la Task Force 15 attaque l'île Marcus, le territoire le plus à l'ouest de l'archipel japonais. Un incident éclate alors entre J.J. Clark et le contre-amiral Pownall. Ce dernier veut attendre que la zone où des pilotes se sont abimés en mer soit reconnue, avant de lancer des recherches pour les récupérer. Clark s'y oppose et lance alors: « Vous êtes l'amiral le plus couard que j'ai jamais vu de ma vie... Peu m'importe si en rentrant à Pearl, je n'ai plus de navire et plus de commandement. Vous pouvez faire de moi un matelot de 2e classe demain, mais c'est mon navire et je vais lancer une recherche pour les retrouver ! » La recherche ne donne pas de résultats, mais Clark y gagne l'adoration de ses pilotes.
En novembre, ont commencé les bombardements préparatoires à la reconquête des îles Gilbert. Le 19 novembre, toujours aux ordres du contre-amiral Pownall, les six porte-avions d'escadre et cinq porte-avions légers de la Task Force 50, qui comptait aussi en son sein six cuirassés modernes des classes North Carolina et South Dakota, ont bombardé les aérodromes des îles Gilbert, des îles Marshall et de Nauru. Cette fois, le contre-amiral Pownall a refusé de lancer une seconde attaque contre un terrain d'aviation des îles Marshall, à Roi-Namur, où se trouvaient basés des G4M Betty. Or, un des appareils qui s'y trouvait a mis peu après une torpille sur l'USS Lexington (CV-16). Le captain Clark a alors fait circuler une critique anonyme dénonçant un manque d'agressivité du contre-amiral Pownall. Après le très sanglant débarquement de Tarawa, les critiques de Clark, relayées par le vice-amiral Towers, Commandant les Forces Aériennes de la Flotte du Pacifique, ont contribué au remplacement du contre-amiral Pownall par le contre-amiral Mitscher, qui a mis sa marque sur l'USS Yorktown, et a eu très vite “Jocko” Clark en haute estime.
En janvier 1944, au sein de la Task Force des Porte-avions Rapides rebaptisée Task Force 58, le captain Clark conduit l'USS Yorktown dans les bombardements préparatoires à l'attaque de Majuro et Kwajalein dans des îles Marshall. Le 31 janvier, il est promu contre-amiral et quitte le Yorktown pour prendre, contre son gré, un commandement à terre, comme c'est la norme, pour un amiral nouvellement nommé. Grâce à l'intercession de l'amiral King, le contre-amiral Clark est réaffecté à la Ve Flotte et à la TF 58.

### Commandant du Task Group 58.1, en 1944
Le 15 mars 1944, le contre-amiral Clark a mis sa marque sur le nouveau porte-avions d'escadre de la classe Essex USS Hornet. Le contre-amiral Mitscher lui a fait remplacer en urgence le contre-amiral Ginder, commandant du Task Group 58.4, atteint d'une dépression nerveuse sévère, puis, le 15 avril, l'a placé à la tête du Task Group 58.1, qui comptait outre l'USS Hornet, trois porte-avions légers, USS Belleau Wood, Cowpens et Bataan, le cuirassé moderne USS New Jersey et quatre croiseurs.
Fin avril 1944, le TG 58.1 va appuyer la progression des forces du général MacArthur le long de la côte nord de la Nouvelle-Guinée, vers Hollandia, en bombardant Wakde, et Aitape (opérations Reckless et Persecution, 21-22 avril 1944). Au retour, le TG 58.1 couvrent les cuirassés du vice-amiral Lee qui bombardent Ponape, le 1er mai.
Au début de juin, la Task Force du vice-amiral Mitscher bombarde les aérodromes des îles Mariannes, sur Saipan, Tinian, Guam et Rota, qui abritent la 1re Flotte Aérienne du vice-amiral Kakuta, dont 60 % des 250 appareils sont détruits. Le 14 juin, les TG 58.1 et 58.4, sous la coordination tactique du contre-amiral Clark, sont allés bombarder les aérodromes d'Iwo Jima et de Chichi Jima, à mi-chemin entre le Japon et la Micronésie, qui pouvaient servir d'escales pour faire intervenir des avions venus du Japon contre les forces amphibies américaines au large de Saipan. Malgré le mauvais temps, le 15 et le 16 juin, l'aviation embarquée américaine va y détruire plus de 90 appareils au sol. Ayant rallié le gros de la TF 58, les appareils embarqués sur les navires du contre-amiral Clark ont participé, le 19 juin, au combat défensif voulu par l'amiral Raymond Spruance, connu comme « le grand tir aux dindons des Mariannes ». Sur les 385 appareils des porte-avions de la Flotte Mobile du vice-amiral Ozawa abattus, le TG 58.1 est crédité de 109,.
Dans l'attaque menée en fin d'après-midi, le 20 juin, contre la Flotte Mobile, ce sont des bombardiers-torpilleurs de l'USS Belleau Wood qui ont touché le porte-avions Hiyō et l'ont coulé. Lorsque les avions sont rentrés, la nuit tombée, le contre-amiral Clark a ordonné d'allumer les projecteurs des porte-avions. Lorsqu'il en a rendu compte au vice-amiral Mitscher, celui-ci a ordonné que tous les porte-avions fassent de même. Cela a fortement réduit les pertes humaines de l'aviation embarquée, bien que 80 appareils (dont la moitié du TG 58.1) aient été endommagés à l'appontage ou aient dû s'abimer en mer.
Après la bataille de la mer des Philippines, le 23 juin, le vice-amiral Mitscher décida de renvoyer la majeure partie de la Task Force 58 se ravitailler à Eniwetok. Le contre-amiral Clark proposa de faire une nouvelle incursion sur Iwo Jima et Chichi Jima, les écoutes radio laissant penser que de nouveaux appareils japonais y étaient arrivés. Le vice amiral Mitscher a donné son accord à cette diversion, y faisant référence comme l'opération Jocko. Le 24 juin, cinquante chasseurs décollent des porte-avions de J J. Clark. Ils sont attaqués par l'aviation japonaise d'Iwo Jima. 66 appareils japonais sont détruits au prix de six “Hellcats” perdus. Puis le TG 58.1 reprend le chemin d'Eniwetok.
La TF 58 appuie ensuite les forces américaines à Saipan, Guam, Tinian. Le 4 juillet, un troisième raid du TG 58.1, avec l'assistance du TG 58.2 du contre-amiral Davison, a lieu contre Iwo Jima et Chichi Jima. Dès l'aube, l'aviation embarquée américaine surprend les Japonais en train de faire chauffer leurs moteurs. 24 appareils japonais sont détruits au sol, 59 en combat aérien, et les 55 survivants sont retournés au Japon. Sur les porte-avions aux ordres de J.J. Clark, les aviateurs qui ont participé à ces opérations reçoivent un certificat de membre de la “Jocko Jima Development Corporation”. Un quatrième raid contre Iwo Jima et Chichi Jima a lieu un mois plus tard, qui, outre plus de 25 avions détruits, va aboutir à couler plusieurs navires de guerre, notamment le destroyer Matsu, qui escortait un convoi.
Le 26 août, l'amiral Spruance a été remplacé par l'amiral Halsey à la tête de la Ve Flotte, rebaptisée IIIe Flotte, et la Fast Carrier Task Force a été renumérotée TF 38, dont le vice-amiral Mitscher a gardé le commandement. À la tête du Task Group rebaptisé 38.1, le vice-amiral McCain a remplacé le contre-amiral Clark, qui est rentré aux États-Unis.

### Commandant des Task Groups 58.1 et 38.1, en 1945
Après la bataille du golfe de Leyte, le 30 octobre 1944, le vice-amiral McCain a remplacé le vice-amiral Mitscher à la tête de la TF 38, et a été remplacé par le contre-amiral Montgomery à la tête du TG 38.1.
Le système d'alternance entre les amiraux Spruance et Halsey, à la tête de la Flotte du Pacifique central, baptisée respectivement Ve ou IIIe Flotte a été de nouveau pratiqué, après les débarquements aux Philippines, sur Luçon et Mindoro : le 26 janvier, l'amiral Halsey a cédé à l'amiral Spruance le commandement de la Flotte, rebaptisée Ve Flotte, le vice-amiral Mitscher a remplacé le vice-amiral McCain, à la tête de la Task Force 38, qui est redevenue la TF 58, et le contre-amiral Clark a succédé au contre-amiral Radford qui avait remplacé le contre-amiral Montgomery.
À la mi-février 1945, le vice-amiral Mitscher a emmené les forces aéronavales américaines attaquer l'archipel japonais, en bombardant la région de Tokyo pour la première fois depuis le raid sur Tokyo qu'il avait effectué en avril 1942. Le mauvais temps a contrarié les opérations, les 16 et 17 février. 340 avions japonais ont été abattus, 190 détruits au sol, au prix de 88 appareils américains perdus. Puis la TF 58 a mis le cap sur Iwo Jima ; où le débarquement américain a commencé le 19 février. L'aviation embarquée a appuyé les Marines jusqu'au 23, et le contre-amiral Clark après cette cinquième attaque a écrit : « Maintenant les forces américaines sont allées, enfin, prendre possession des îles de ma “Jocko Jima Development Corporation”. J'ai été ravi d'être aux commandes à ce moment. »
À la mi-mars, pour la préparation de l'attaque d'Okinawa, la TF 58 est repartie bombarder la région de Tokyo et les bases navales de Kure et de Kobe, et le Yamato a été touché en Mer Intérieure. Mais la 5e Flotte Aérienne japonaise, basée sur Kyūshū, dont le vice-amiral Ugaki avait pris le commandement le 10 février, va alors riposter très durement sur les grands porte-avions rapides américains, endommageant très gravement l'USS Franklin, mais aussi, au sein du TG 58.1, l'USS Wasp, le 19 mars. Après le débarquement sur Okinawa (opération Iceberg), la TF 58 a assuré la couverture éloignée des Task Forces 52 à 56. C'est ainsi que près de 400 appareils des TG 58.1 et 58.3 ont intercepté le cuirassé géant Yamato, envoyé porter une attaque prévue sans retour, et l'ont coulé, le 7 avril 1945.
La Ve Flotte a subi ensuite quelque 1 400 attaques-suicides par avions, qui ont endommagé parfois à plusieurs reprises, aussi bien les plus grands que les plus petits bâtiments, n'épargnant pas les navires amiraux de l'amiral Spruance ou du vice-amiral Mitscher, et soumettant les hommes à un stress si terrible que l'amiral de la flotte Nimitz s'est résolu, le 26 mai 1945, à remplacer à nouveau Raymond Spruance par William Halsey et Marc Mitscher par John McCain à la tête de ce qui était à nouveau la IIIe Flotte et la TF 38. Le contre-amiral Clark a ainsi commandé le Task Group 38.1 pendant une quinzaine de jours. Il en a cédé le commandement le 16 juin au contre-amiral Thomas Sprague, qui, à la bataille au large de Samar avait le commandement du Groupe d'Appui des Porte-avions de la VIIe Flotte (TG 77.4), de glorieuse mémoire.
Le contre-amiral Clark prend, en juillet 1945, le commandement de la Base Aéronavale de Corpus Christi, au Texas, qui assure alors la formation de base des personnels de l'aéronautique navale.

### Commandant de la Task Force 77 puis de laVIIeFlotte, pendant la guerre de Corée
En septembre 1946, le contre-amiral Clark est nommé Assistant (Air) du Chef des Opérations Navales et, en 1948, il retrouve un commandement à la mer, comme commandant de la 4e Division de Porte-avions (Task Force 87), qui comptait en son sein les USS Philippine Sea et Midway, en Méditerranée et dans l'Atlantique. Au moment du déclenchement de la Guerre de Corée, il sollicite un poste de combat auprès de l'amiral Forrest Sherman, Chef des Opérations Navales, et en octobre 1951 l'amiral Radford, commandant-en-Chef de la Flotte du Pacifique, le nomme au commandement de la Task Force 77, qui rassemble les porte-avions d'escadre de la VIIe Flotte. Promu vice-amiral, le 7 mars 1952, il prend alors le commandement de la Ire Flotte qui assure la formation au combat des équipages pour la VIIe Flotte, et est nommé en mai au Commandement-en-Chef de la VIIe Flotte. Il contribue alors à la mise au point de stratagèmes de la part des forces aéronavales pour l'appui rapproché des troupes au sol, auxquelles on donnera le nom de “frappes Cherokee”, par référence à son ascendance indienne.
 Le 1er décembre 1953, il quitte la VIIe Flotte, et est nommé amiral à son admission à la retraite.
Pendant sa retraite, il a été fait chef honoraire des nations Sioux et Cherokee. Il décède en 1971 à l'Hôpital naval de St. Albans à New York, et est enterré au cimetière d'Arlington.
Le nom de l'amiral Clark a été donné à une frégate de la classe Oliver Hazard Perry, l'USS Clark, en service dans l'US Navy de 1980 à 2000.